# ماتياس مانزانو
ماتياس مانزانو (بالإسبانية: Matías Manzano) (17 يونيو 1986 بقرطبة في الأرجنتين - ) هو لاعب كرة قدم أرجنتيني في مركز الهجوم. لعب مع خميناسيا خوخوي وتاليريس كوردوبا وUniversitario de Sucre ‏ وسنترال نورتيه ‏ وAiginiakos F.C. ‏ وAlianza Atlético ‏ وDeportivo La Guaira F.C. ‏ وRacing de Córdoba ‏ ونادي كوبريسال وAlumni de Villa María ‏ ونادي بلومينغ.

## وصلات خارجية
- ماتياس مانزانو على موقع قاعدة بيانات كرة القدم.إي يو (الإنجليزية)
- ماتياس مانزانو على موقع Soccerway.com (الإنجليزية)
- ماتياس مانزانو على موقع AS.com (الإسبانية)